# Galluszuur
Galluszuur is een organisch zuur, meer bepaald een geoxideerd polyfenol, dat een wijdverbreid natuurlijk voorkomen heeft. Het komt zowel vrij voor als gebonden in looizuur, in gallotannine, en werd voor het eerst door Carl Wilhelm Scheele beschreven. Bij verhitting tot 200 à 250°C ontstaat onder afsplitsing van koolzuur, dus door decarboxylering, de verbinding pyrogallol 1,2,3-trihydroxybenzeen. Bij de industriële productie van galluszuur wordt meestal gebruikgemaakt van schimmels.
De carboxygroep in galluszuur heeft een pKa-waarde van 4,5 en de fenolische hydroxylgroepen een pKa van 10. De zouten en esters van galluszuur worden gallaten genoemd.
Galluszuur is een bouwsteen voor looizuur en wordt onder andere teruggevonden in de galappels en bast van eiken, in de galappels van de sumak, in toverhazelaars, theebladeren en hop. 
In groene thee komt tienmaal zoveel galluszuur voor als in zwarte thee en rode wijn bevat zesmaal zo veel galluszuur als witte wijn. Het aangename mondgevoel van wijn ontstaat onder andere door de vorming van esters uit het aanwezige galluszuur, maar te veel galluszuur geeft een wrange smaak aan de wijn.

## Toepassingen
- Galluszuur wordt in de farmaceutische industrie gebruikt in zonnebrandcrème, als antioxidant in levensmiddelen en voor het maken van verfstoffen.
- Galluszuur werd voor het maken van de diep blauwzwarte kleurstof in inkt gebonden met ijzeroxide.
- Hydrolyseerbare polymeren van galluszuur worden nu vooral voor het leerlooien gebruikt.
- Bismutsubgallaat werd als een mild ontsmettingsmiddel voor de huid gebruikt. Propylgallaat is een belangrijke antioxidant in oliën en vetten voor  de consumptie zijn.